# Crise financeira no Paraguai em 1995
A crise financeira no Paraguai em 1995 foi uma longa e profunda crise financeira que praticamente levou à falência o sistema financeiro do país durante o governo de Juan Carlos Wasmosy. O sistema regulado foi dizimado, levando à falência de mais de 50% dos bancos e mais de dois terços das empresas financeiras que estavam operando no país naquele momento. Essa grave crise, catalogada como uma das piores crises no início da transição democrática, explodiu um problema que havia sido instalado nas entranhas das finanças paraguaias na época por mais de uma década.

## Causas
O governo Wasmosy enfrentou a primeira das duas piores crises financeiras do século XX. As condições estavam em incubação há pelo menos uma década. A liberalização do sistema financeiro (durante o governo de Andrés Rodríguez), não acompanhada de regimes adequados de controle e supervisão, corrupção generalizada, a não observância de normas legais básicas e empréstimos relacionados e a oportunidade de obter grandes lucros no curto prazo levaram a um aumento das instituições financeiras do final de 1988 para o início de 1995. Essa é considerada uma das principais causas que levaram à grave crise em meados da década de 1990.
As advertências das missões das organizações internacionais foram sistematicamente ignoradas pela pressão dos setores políticos e grupos de interesse em um emparelhamento adequado. Em maio de 1995, os avisos de prêmio de risco se tornaram realidade. Os bancos Bancopar e General foram intervencionados, pois experimentavam graves problemas de liquidez.
Um pouco mais tarde, no ano, o Bancosur e o Banco Mercantil e as empresas financeiras Urundey, Sauce, Vanguardia e Sur de Finanzas, bem como o banco de poupança e empréstimos da casa Hogar Propio, foram intervencionados. Os principais executivos dos grandes bancos mencionados em primeiro lugar foram presos e processados.

## Consequências
A crise financeira paraguaia de 1995 levou à falência de vários bancos na época, parcialmente influenciada pelo famoso "Efeito Tequila", uma crise financeira que ocorreu no México no mesmo ano.
Durante o mandato de Juan Carlos Wasmosy (1993-1998), houve duas graves crises financeiras, em 1995 e 1997, que eliminaram quase todas as empresas financeiras locais do mercado, sobrevivendo apenas a instituições financeiras de origem estrangeira. A crise também afetou severamente a classe média paraguaia e desencadeou uma crise econômica da qual o país pôde emergir apenas recentemente, mas não inteiramente.
Aos danos econômicos causados ao país, estimados em 137 milhões de dólares, e aos poupadores, foram adicionados os danos morais causados por revelações e acusações escandalosas. O total de créditos que estavam no Paraguai no início da crise era de quase US$ 2.000 milhões e caiu para US$ 800 milhões em sete anos. O mesmo foi para depósitos que eram de US$ 2 bilhões e caíram para US$ 1,4 bilhão.
O custo total final das crises foi estimado entre 10 e 12% do produto interno bruto (PIB) e duas leis foram promulgadas para cobri-lo. Das 40 instituições bancárias, após a crise, restaram menos de 14, iguais às financeiras, que de um número próximo a 60 restaram apenas 13 ou 14. Todas as demais faliram, o que significa que muitas pessoas perderam seus depósitos, e muitas áreas do país ficaram sem serviços bancários.